# Waldsachsen (Schonungen)

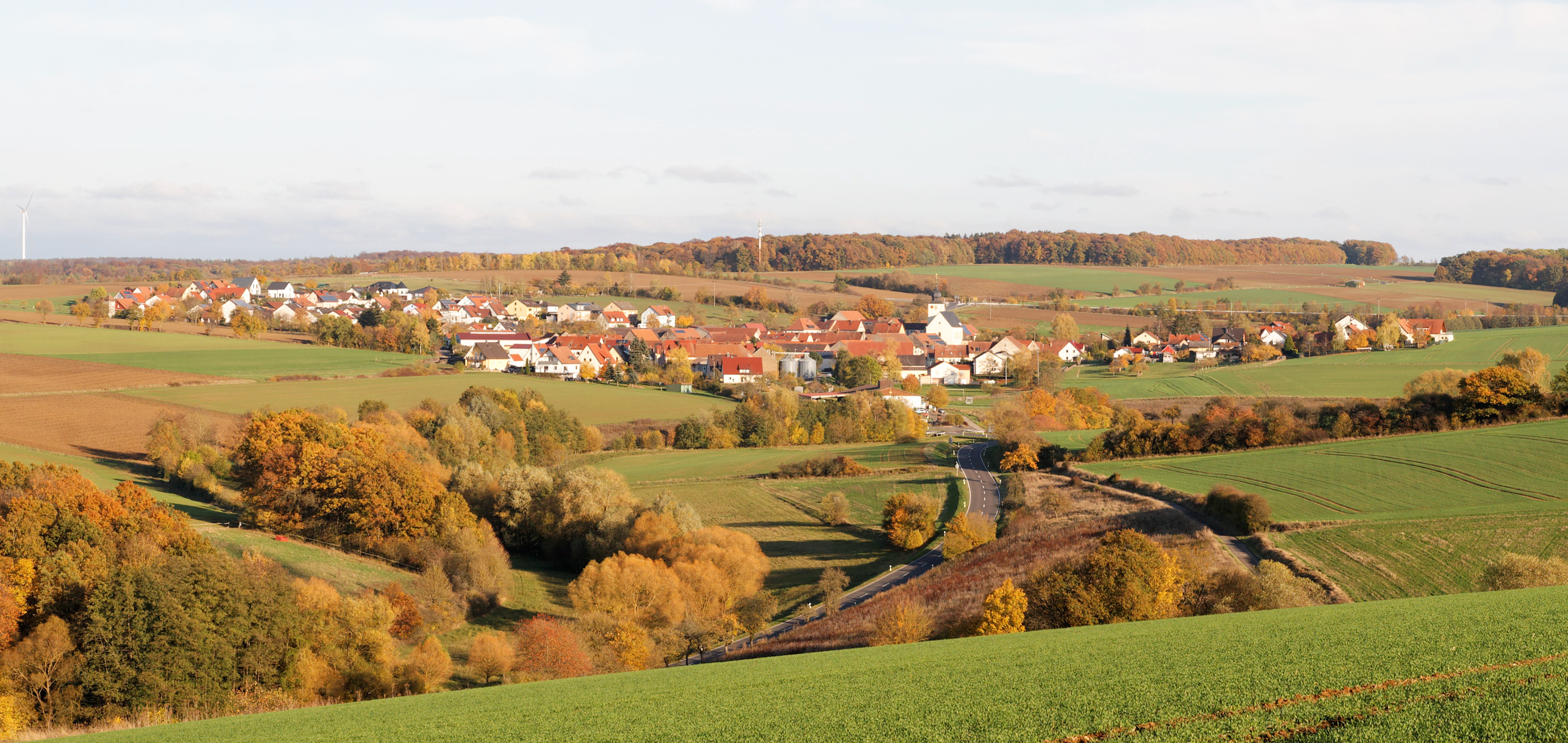
Waldsachsen von Westen aus gesehen

Waldsachsen ist ein Gemeindeteil der Gemeinde Schonungen im unterfränkischen Landkreis Schweinfurt in Bayern. Das Pfarrdorf liegt in der Schweinfurter Rhön, an einem historischen Höhenweg, der 3 km weiter östlich auf über 400 m ü. NN ansteigt.

## Geografische Lage
Waldsachsen liegt im Südosten des Schonunger Gemeindegebietes am Steinachzufluss Grundwiesenbach. Nordnordöstlich beginnt die Gemarkung von Abersfeld, mit dem Waldsachsen über die Bundesstraße 303 verbunden ist. Im Osten, getrennt durch diese Bundesstraße, beginnt der Landkreis Haßberge mit dem Thereser Gemeindeteil Buch. Im Süden liegt der zu Waldsachsen gehörende Bayerhof. Südwestlich befindet sich Forst, der Westen wird von Schonungen eingenommen. Marktsteinach liegt im Nordwesten.

## Geschichte
Das Dorf ist wesentlich jünger als die Orte der Umgebung. Wahrscheinlich geht die Spätrodung auf das 11. Jahrhundert zurück, als man sogenannte Hufensiedlungen in den großen Waldgebieten anlegte. Der Ortsname verweist auf die sogenannten Hintersassen, die dort geplant angesiedelt wurden. Unwahrscheinlicher ist der Verweis auf sächsische Siedler, welche man zur Zeit der Sachsenkriege Karls des Großen dorthin evakuierte.
Erstmals urkundlich erwähnt wurde Waldsachsen im Jahr 1103. Damals übergab der Würzburger Bischof Emehard einige Güter an die Kanoniker seiner Kirche. Später hatte ein Ritter Gozwin dort Besitzungen. Im Mittelalter waren das Würzburger Domkapitel und die Deutschherren begütert. Mit dem Kauf von Mainberg durch die Herren von Henneberg gewann auch dieses Adelsgeschlecht nach 1305 an Einfluss. Daneben hatten mehrere Rittergeschlechter in Waldsachsen Rechte, darunter die Wenkheim, die Wechmar, die Schaumberg und die Fuchs von Bimbach.
Erst zu Beginn der Frühen Neuzeit wurde das Dorf unter einem Grundherren vereint. 1542 erwarb das Hochstift Würzburg das Amt Mainberg und wurde damit Dorfherr über Waldsachsen. Die Bevölkerung des Dorfes hatte sich kurz zuvor, 1525, am Deutschen Bauernkrieg beteiligt und die Herrensitze der Umgebung gestürmt. Im Dreißigjährigen Krieg war Waldsachsen von häufigen Durchzügen betroffen, sodass es am Ende des Krieges fast als Wüstung bezeichnet werden konnte. Nur noch ein Hof war besetzt.
Kirchlich war Waldsachsen lange Zeit von größeren Pfarrorten abhängig. 1539 war ein großer Teil der Bewohner zum Protestantismus übergetreten. Die Gegenreformation unter dem Würzburger Fürstbischof Julius Echter von Mespelbrunn führte die Dorfbewohner wieder zum Katholizismus zurück. Seit 1848 ist Waldsachsen selbstständiger Pfarrort. Mit der Säkularisation kam das Dorf 1803 zu Bayern. Seit 1978 ist Waldsachsen nach Schonungen eingemeindet.

## Baudenkmäler
Den Mittelpunkt des Ortes bildet die katholische Pfarrkirche St. Laurentius. Das Untergeschoss stammt aus dem 13. Jahrhundert, im 16. Jahrhundert und im 18. Jahrhundert wurden Veränderungen am Gotteshaus vorgenommen. Es überwiegt die Ausstattung der Barockzeit, die von Thomas Wagner aus Obertheres geschaffen wurde. Das Zentrum des linken Seitenaltars bildet eine Schnitzfigur der heiligen Maria aus der Zeit um 1480. Eine Pietà im Kirchenraum stammt aus dem frühen 16. Jahrhundert.
Als eigenständige Gemeinde besaß Waldsachsen auch ein eigenes Rathaus in der Ortsmitte, das wohl in der ersten Hälfte des 18. Jahrhunderts erbaut wurde. Es besitzt ein prächtiges Fachwerkobergeschoss. Es haben sich mehrere Hoftorpforten, zumeist aus dem 19. Jahrhundert, erhalten. In dem fränkischen Dorf mit einer katholischen Vergangenheit befinden sich überall in der Gemarkung Bildstöcke als private Stiftungen.